# La Ville aux murs dauphins
 (mai 2017).
Si vous disposez d'ouvrages ou d'articles de référence ou si vous connaissez des sites web de qualité traitant du thème abordé ici, merci de compléter l'article en donnant les références utiles à sa vérifiabilité et en les liant à la section « Notes et références ».
Pour plus de détails, voir Fiche technique et Distribution.
La Ville aux murs dauphins est un court métrage français réalisé par Pierre Gaffié, sorti en 2014. Il a été présenté pour la première fois à la cinémathèque de Toulouse, où le film fut tourné. Son réalisateur et scénariste, Pierre Gaffié, ancien présentateur cinéma sur Canal Plus. Le film est officiellement dédié au musicien Peter Gabriel.
Il a obtenu le prix du meilleur drame au Festival du film de Media (Pennsylvanie) en 2016.

## Synopsis
Éric Laurent est un architecte utopiste et solitaire. Alors qu'il s'apprête à présenter une découverte cruciale sur les villes du futur, il rencontre une fleuriste, dont il tombe amoureux.

## Fiche technique
- Réalisation et scénario : Pierre Gaffié
- Photographie : Hervé Lode
- Montage : Ranwa Stephan, Estelle Babut-Gay, Pauline Casalis, Grégoire Pontécaille
- Musique : DJ Nino Korta[1]
- Production : Marilia Deloison
- Genre : court métrage - drame
- Durée : 22 minutes
- Année de sortie : 2014

## Distribution
- Magaly Godenaire - Claire, la fleuriste
- Régis Lux - Eric, l'architecte
- Aurore Stanek
- Thierry Desdoits